# Liste des stations de sports d'hiver des Vosges
 (avril 2022).

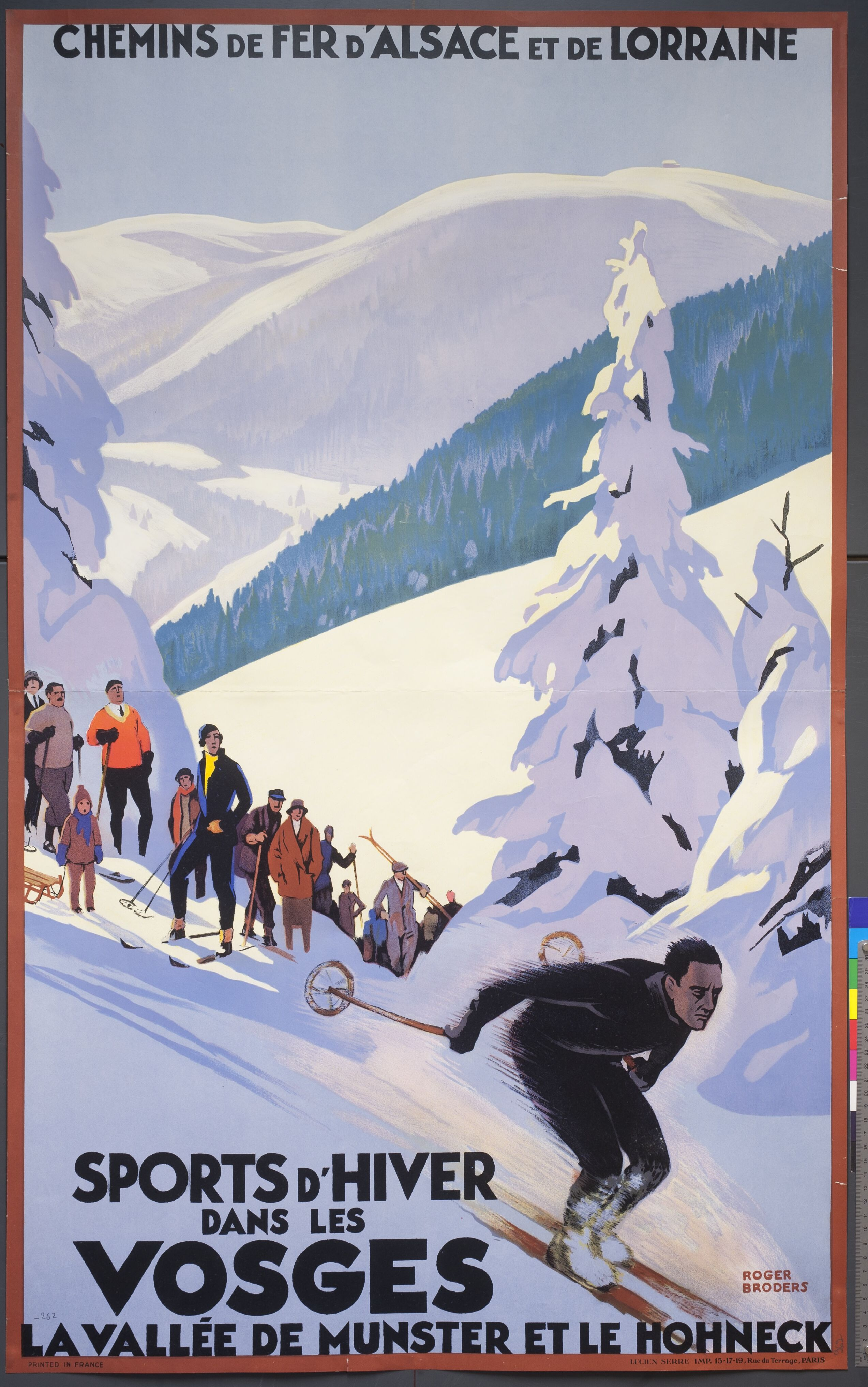
Réclame pour une station de sport d'hiver des Vosges.

Cet article recense les stations de sports d'hiver du massif des Vosges qui se trouvent en région Grand Est.
Les stations de ski se répartissent de part et d'autre de la ligne de crête qui marque la frontière entre le département des Vosges de celui du Haut-Rhin. Celles-ci sont plutôt petites : le massif vosgien accueille 12 % des opérateurs de remontées mécaniques françaises mais seulement 1,3 % des parts de marché en termes de journées-skieur. Selon la classification de Domaines skiables de France, seules deux stations font partie de la catégorie des stations moyennes (moment de puissance > 2 500 km.skieurs/h ) : La Mauselaine et La Bresse Hohneck.
L'ensemble des domaines alpins du massif totalise 190 pistes, soit 193,5 km ; pour le ski nordique il propose 78 pistes représentant 700 km.

## Liste
| Station                               | Nb de pistes de ski alpin (km) | Nb de pistes de ski de fond (km) | altitude min | altitude max | adulte 1J (alpin) | adulte 1J (fond)                   | Remontées mécaniques | Département           |
| ------------------------------------- | ------------------------------ | -------------------------------- | ------------ | ------------ | ----------------- | ---------------------------------- | -------------------- | --------------------- |
| Les Bagenelles                        | 3,5                            |                                  | 836          | 1074         |                   |                                    | 2                    | Haut-Rhin             |
| Ballon d'Alsace                       | 5                              | 40                               | 900          | 1200         | 18 €              | 6.1 €                              | 9                    | Territoire de Belfort |
| La Bresse Brabant                     | 5                              | 50                               | 900          | 1080         | 14.7 €            | 7 €                                | 3                    | Vosges                |
| La Bresse Hohneck                     | 50                             |                                  | 900          | 1350         | 28 €              |                                    | 17                   | Vosges                |
| La Bresse Lispach                     | 4,2                            | 50                               | 910          | 1120         | 15.2 €            | 6.8 €                              | 5                    | Vosges                |
| Frère-Joseph (Ventron)                | 10                             | 10                               | 900          | 1100         | 22.5 €            | 0 €                                | 8                    | Vosges                |
| Gaschney                              | 5                              |                                  | 980          | 1290         | 16 €              |                                    | 3                    | Haut-Rhin             |
| Grand Ballon                          | 8,6                            |                                  | 1050         | 1340         |                   |                                    | 5                    | Haut-Rhin             |
| Grand Valtin (Ban-sur-Meurthe-Clefcy) | 0,5                            |                                  | 855          | 930          |                   |                                    | 2                    | Vosges                |
| Lac Blanc                             | 14                             | 78                               | 900          | 1200         | 17 €              | 6.5 €                              | 8                    | Haut-Rhin             |
| Champ du Feu                          | 10                             | 100                              | 890          | 1100         | 18.5 €            | 6.8 €                              | 14                   | Bas-Rhin              |
| Frenz (Kruth)                         | 4                              | 32                               | 767          | 1105         |                   |                                    | 4                    | Haut-Rhin             |
| Larcenaire (Bussang)                  | 5                              |                                  | 1000         | 1000         | 15 €              |                                    | 4                    | Vosges                |
| Gérardmer                             | 40                             |                                  | 750          | 1140         | 25.2 €            |                                    | 20                   | Vosges                |
| Le Markstein                          | 8                              | 40                               | 1040         | 1265         | 19.5 €            | 6.8 €                              | 8                    | Haut-Rhin             |
| Planche des Belles Filles             | 4                              | 50                               | 950          | 1148         | 14 €              | 6.1 €                              | 3                    | Haute-Saône           |
| Le Poli (Xonrupt-Longemer)            | 2                              |                                  | 800          | 965          |                   |                                    | 2                    | Vosges                |
| Le Rouge-Gazon                        | 5                              | 20                               | 1100         | 1200         | 19.5 €            | 6.5 €                              | 5                    | Vosges                |
| Col de la Schlucht                    | 2                              | 15                               | 1100         | 1246         | 16 €              |                                    | 2                    | Vosges                |
| Le Schlumpf (Dolleren)                | 1,8                            |                                  | 675          | 1015         |                   |                                    | 2                    | Haut-Rhin             |
| Schnepfenried                         | 11                             | 20                               | 1010         | 1258         | 17 €              | Liaison Schnepf-Markstein gratuite | 7                    | Haut-Rhin             |
| Le Tanet                              | 5                              |                                  | 990          | 1288         |                   |                                    | 4                    | Haut-Rhin             |
| Thannerhubel                          | 0,6                            |                                  | 990          | 1152         | 11€               |                                    | 1                    | Haut-Rhin             |
| Les Truches (Rochesson)               | 0,2                            | 3                                | 580          | 625          | 4,5 €             | 0 €                                | 1                    | Vosges                |
| Le Haut du Tôt                        | 0,3                            | 6,3                              | 820          | 930          | 5 €               |                                    | 1                    | Vosges                |

## Anciennes stations
- Côte 1000 à Hohrod
- Col du Donon
- Balveurche
- La Grande-Fosse
- Le Hohwald
- Belfahy
- La Bouloie à Bussang fermée depuis 2010 (2,8 km de piste, altitude : 870m/1166m, 3 remontées mécaniques)[16]
- Les Hautes-Navières